# Somerville (Maine)
Somerville város az USA Maine államában, Lincoln megyében. Lakosainak száma 600 fő (2020. április 1.).

## Népesség
A település népességének változása:

| 2010 | 548 |
| 2020 | 600 |